# Margherita Zander
Margherita Zander (* 3. Februar 1948 in Lana bei Meran als Margherita Mairhofer) ist eine Politikwissenschaftlerin. An der Fachhochschule Münster lehrte sie von 1997 bis 2012 als Professorin für Politik-/Sozialpolitik. Ihren Forschungsschwerpunkt bilden Kinderarmut in Deutschland und Resilienz.

## Werdegang
Ihre Kindheit verbrachte Zander in Südtirol. Nach ihrem im Juli 1967 an der Lehrerbildungsanstalt Meran abgelegten Abitur und einer einjährigen Lehrtätigkeit an der Mittelschule von Naturns studierte sie zunächst ein Semester in Innsbruck, um danach das Studium in den Fächern Politikwissenschaft, Germanistik und Italianistik an der Rheinischen Friedrich-Wilhelms-Universität Bonn fortzusetzen. Nach der Magisterprüfung im Januar 1975 folgte das Promotionsstudium zunächst in Amsterdam, dann in Kassel.
Dort wurde sie 1981 im Fach Gesellschaftswissenschaften mit einer Dissertation zum Thema Selbstverständnis, Politik und Rolle der italienischen Einheitsgewerkschaft in der Wiederaufbauphase bei Horst Lademacher promoviert.
Nach freien Mitarbeiter-Tätigkeiten in der Bonner Redaktion der römischen Tageszeitung Il Messaggero, beim Sozial Report von Inter Nationes und beim Ernst Klett Verlag im italienisch-deutschen Teil des Pons-Wörterbuches wurde Margherita Zander im Januar 1985 – obgleich parteipolitisch weiterhin ungebunden – sozialpolitische Referentin der Grünen (bis 1990) für Bündnis 90/Die Grünen im Deutschen Bundestag und leistete dort Mitarbeit am Konzept einer bedarfsorientierten Grundsicherung („Freiheit von Armut“ 1988, mit Michael Opielka). Im April 1992 wechselte sie als Referatsleiterin für gesellschaftspolitische Grundsatzfragen und Planungsbeauftragte an das Hessische Ministerium für Jugend, Familie und Gesundheit nach Wiesbaden und war dort unter anderem auch zuständig für die Erstellung des Hessischen Familienberichtes.
1994 wurde Margherita Zander als Professorin für das Fachgebiet Sozialpolitik an die Fachhochschule Jena berufen und begann dort, zusammen mit ihrem Kollegen Karl-August Chassé, ihre empirischen Forschungen zur Kinderarmut. Seit Herbst 1997 setzte sie ihre Lehr- und Forschungstätigkeit als Professorin an der Fachhochschule Münster fort (bis 2012).

## Forschungs- und Praxisprojekte
Ihre empirische Forschung, Praxisbegleitung und Publikationstätigkeit sind immer parallel zu sehen und konzentrieren sich auf das Thema Kinderarmut und Armutsprävention, sowie in den letzten Jahren verstärkt auch auf Resilienzförderung.
Einen Überblick über den Stand der Kinderarmutsforschung und der Armutsprävention in der Bundesrepublik sowie zu grenzüberschreitenden Perspektiven (etwa Großbritannien, Finnland, Italien, Polen) vermittelt ihr einführendes Handbuch „Kinderarmut“. Wie sich dem auch in Deutschland zunehmenden Problem von Kinderarmut zumindest teilweise mit dem Gedanken der Resilienzförderung begegnen ließe, erörterte sie auf theoretischer Basis zunächst mit ihrem Buch „Armes Kind – starkes Kind? Die Chance der Resilienz“, um dieses Konzept dann praxisbezogen mit der Herausgabe des „Handbuch Resilienzförderung“ in ganzer Bandbreite vorzustellen.
Wie auch in ihren zahlreichen sonstigen Beiträgen und Vorträgen zur Thematik betont sie auch hier die primäre Verantwortung von Politik und Gesellschaft für die Bekämpfung von Armut, da einzelne praktische Projekte ihr immer nur partiell entgegenwirken könnten. Solange Staat und Gesellschaft die Problematik nicht ursächlich beseitigten, sei Sekundärprävention – zu der auch Resilienzförderung gehöre – notgedrungen das Mittel der Wahl. Zander, die bei ihrer Betrachtungsweise stark von der Kinderperspektive ausgeht, möchte auch die Entscheidung darüber, wie erfolgreich der Ertrag von Resilienzförderung letztlich ausfällt, in die Definitionsmacht des Kindes selbst legen. Bei ihrem Einsatz für die Verbriefung von Kinderrechten versteht sie die Freiheit von Armut als ein fundamentales Menschenrecht. In ihrer ausgedehnten Vortragstätigkeit sucht sie daher auch den Kontakt zur sozialen Praxis und Politik. Dass sich Forschungsergebnisse in praktischem Handeln niederschlagen sollten, forderte sie 2004 zusammen mit Gerda Holz und Uta Meier in einem Positionspapier zur kindbezogenen Armutsprävention.
Am Anfang ihrer Forschungstätigkeit stand ein dreijähriges Forschungsprojekt zur Kinderarmut in Jena und im Saale-Holzland-Kreis (1997–2000). Darauf baute ein weiteres, ebenfalls dreijähriges Folgeprojekt auf, mit dem dann Kinderarmut – wieder im Grundschulalter – in Münster und im West-Münsterland untersucht wurde (2000–2002). Diese durch das nordrhein-westfälische Wissenschaftsministerium finanzierte Studie entstand im Forschungsverbund „Armut und Kindheit – duale Armutsforschung“ in Kooperation mit Christoph Butterwegge (Universität zu Köln) und Karin Holm (Fachhochschule Düsseldorf). Die Ergebnisse dieses Projektes sowie des Forschungsverbundes wurden 2003 in dem Buch „Armut und Kindheit“ veröffentlicht.
Die beiden Studien in Thüringen und Nordrhein-Westfalen thematisieren schwerpunktmäßig Armut als familiäre Lebenslage und analysieren unterschiedliche kindliche Bewältigungsstrategien.
Zeitgleich übernahm Zander die wissenschaftliche Begleitung des Ende 2002 erschienenen Kinderarmutsberichts der Stadt Münster. Die Stadt Münster gehörte damit zu den ersten Kommunen, die überhaupt einen Kinderarmutsbericht erstellt haben.
Zeitlich wie thematisch schloss sich die mehrjährige wissenschaftliche Begleitung (2003–2006) zweier „Modellprojekte zur Bekämpfung der Auswirkungen von Kinderarmut“ in Saarbrücken an, diesmal in Zusammenarbeit mit dem dortigen Institut für Sozialforschung, Praxisberatung und Organisationsentwicklung (iSPO). Die beiden Projekte verfolgten in unterschiedlichen Stadtteilen Saarbrückens (Malstatt und Altsaarbrücken) mit differierender Schwerpunktsetzung und bei jeweils anderen Altersgruppen das Ziel, kindbezogene Armutsfolgen im Stadtteil aufzufangen.
Praxisrelevante Empfehlungen, wie sie sich aus solchen Studien ergeben, fanden Eingang in die Arbeitshilfe für Evangelische Kindertagesstätten „Kinderarmut erkennen – wirksam handeln“, die auf Initiative des Bundesverbands der Diakonie und der Bundesvereinigung Evangelischer Tageseinrichtungen für Kinder e.V. (BETA) in Zusammenarbeit mit Armutsforschern und Praktikerinnen entstand und von ihr maßgeblich mitgestaltet wurde (2006/07).
2008 wurde sie von der Deutschen Kinder- und Jugendstiftung (DKJS) damit beauftragt, die „Lichtpunkte“, 22 republikweit verteilte Praxisprojekte für benachteiligte Kinder und Jugendliche, wissenschaftlich zu begleiten und zu evaluieren. In dieses Vorhaben fand erstmals die Idee der Resilienzförderung Eingang, wie sie sie zuvor schon in ihrem Buch „Armes Kind – starkes Kind. Die Chance der Resilienz“ theoretisch mit Bezug auf Kinderarmut entwickelt hatte.
An die Idee der Resilienzförderung knüpft auch ein Förderprojekt für Roma-Flüchtlingskinder an, das der Rom eV in Köln unter dem Namen „Amaro Kher“ anbietet. Hierbei handelt es sich um eine Nachmittagsbetreuung, mit der gezielt die Resilienzfähigkeit von Romakindern im schulpflichtigen Alter gestärkt werden soll, und die von Aktion Mensch gesponsert wird (Laufzeit 2009–2012). Auch hier dient ihre wissenschaftliche Begleitung dem Ziel, das Konzept der Resilienzförderung praxistauglich umzusetzen. Die wissenschaftliche Betreuung dieses Projekts ist auch Konsequenz aus einer durchgehenden Beschäftigung Zanders mit Migrantenkindern, da sie eine von Armut besonders betroffene Zielgruppe sind.

## Publikationen (Auswahl)
- Anders Altsein. Kritik und Perspektiven der Altenpolitik. Klartext, Essen 1987, ISBN 978-3-8847-4426-0.
- zusammen mit Michael Opielka: Freiheit von Armut. Essen 1988
- Das Geschlechterverhältnis in Zeiten des sozialen Umbruchs. Bielefeld 1997
- zusammen mit Christoph Butterwegge, Karin Holm u. a.: Armut und Kindheit. Ein regionaler, nationaler und internationaler Vergleich. Opladen 2003 und 2. Aufl. Wiesbaden 2004
- zusammen mit Karl-August Chassé, Konstanze Rasch: Meine Familie ist arm. Wie Kinder im Grundschulalter Armut erleben und bewältigen. Opladen 2003 und 4. Aufl. Wiesbaden 2010
- Kinderarmut. Einführendes Handbuch für Forschung und soziale Praxis. Wiesbaden 2005 und 2. Aufl. 2010
- zusammen mit Luise Hartwig, Irma Jansen: Geschlecht Nebensache? Zur Aktualität einer Gender-Perspektive in der Sozialen Arbeit. Wiesbaden 2006
- Armes Kind – starkes Kind? Die Chance der Resilienz. Wiesbaden 2008 und 3. Aufl. 2010
- zusammen mit Martin Roemer (Hrsg.) Handbuch Resilienzförderung. Verlag für Sozialwissenschaften, Wiesbaden 2011, ISBN 978-3-531-16998-9.
- Laut gegen Armut – leise für Resilienz. Weinheim und Basel 2015